# Acremonium roseogriseum
Acremonium roseogriseum är en svampart som först beskrevs av S.B. Saksena, och fick sitt nu gällande namn av W. Gams 1971. Acremonium roseogriseum ingår i släktet Acremonium, ordningen köttkärnsvampar, klassen Sordariomycetes, divisionen sporsäcksvampar och riket svampar.   Inga underarter finns listade i Catalogue of Life.